# جوردن هيندسن
جوردن دانييل هيندسن (بالإنجليزية: Jordan Danielle Hinson)‏، هي ممثلة أمريكية، ولدت في 4 حزيران/يونيو 1991 في مدينة إل باسو، تكساس، معروفة بدور «زوي» في مسلسل يوريكا.

## روابط خارجية
- جوردن هيندسن على موقع IMDb (الإنجليزية)
- جوردن هيندسن على موقع ألو سيني (الفرنسية)
- جوردن هيندسن على موقع أول موفي (الإنجليزية)
- جوردن هيندسن على موقع قاعدة بيانات الفيلم (الإنجليزية)
- جوردن هيندسن على موقع كينوبويسك (الروسية)